# Bataille de Tadjalalt et de Haroum
Guerre du Mali
Batailles
La bataille de Tadjalalt et Haroum a lieu du 7 au 10 décembre 2022, pendant la guerre du Mali.

## Prélude
Depuis le mois de mars 2022, l'État islamique dans le Grand Sahara et les groupes touaregs s'affrontent dans la région de Ménaka. Selon une source touareg du journal Le Monde : « L’EIGS a aussi trouvé un mode d’action spécifique. Ils fixent un objectif, se réunissent avant chaque bataille et n’ouvrent qu’un seul front à la fois. Ils peuvent ainsi mobiliser jusqu’à 700 hommes pour un combat et, à chaque fois qu’une vague est défaite, ils en envoient une autre ».

## Déroulement
Entre le 7 et le 10 décembre 2022, le Groupe de soutien à l'islam et aux musulmans (GSIM) et l'État islamique dans le Grand Sahara (EIGS) s'affrontent dans les environ de Tadjalalt et de Haroum, à l'ouest d'Andéramboukane. 
L'affrontements semble s'être achevé sans vainqueur notable. Selon une source touareg du journal Le Monde : « Chaque camp a eu son compte puis est retourné sur ses positions. Le GSIM vers le Burkina Faso, le Serma et Gossi au Mali, et l’EIGS a reculé vers la zone d’Ansongo et de Tin-Hama, près du fleuve Niger ».

## Pertes
L'EIGS revendique la mort d'une centaine de combattants ennemis, le GSIM affirme pour sa part avoir tué 73 miliciens de l'État islamique,.